# Unió Cívica (Uruguai)
La Unió Cívica (UC) és un partit polític de tendència conservadora de l'Uruguai. Va continuar la línia de la Unió Radical Cristiana (URD), fundada el 1971 per dissidents del PDC i de l'antiga UCU, que s'havia unit al Front Ampli.
Entre els seus líders més importants destaquen Juan Vicente Chiarino, candidat presidencial històric del partit, i Aldo Lamorte, actual president de la UC i antic candidat a les municipals del 2000 pel departament de Montevideo. L'expresident interí de l'Uruguai, Rafael Addiego Bruno, també va pertànyer a la Unió Cívica, així com el candidat vicepresidencial de 1984, Federico Slinger.
En les presidencials del 2004, el partit es va situar al sisè lloc d'acord amb la quantitat de vots, en rebre el seu candidat, Aldo Lamorte, 4.859 vots, la qual cosa va representar només el 0,22% del total de sufragis.
El 2009, Lamorte va anunciar una coalició de la UC amb el Partit Nacional. Els dos partits polítics, dretans i conservadors, comparteixen valors cristians, així com la defensa de la família com a base insubstituïble de la societat. Per tant, s'oposa a l'avortament i al matrimoni entre parelles del mateix sexe.